# Montserrat Candini i Puig
Montserrat Candini i Puig (Barcelona, 4 de septiembre de 1957- Calella, 19 de julio de 2024) fue una política española afiliada al Partido Demócrata Europeo Catalán. Desde 2011 hasta 2022, fue la alcaldesa de Calella, senadora en la IX y X legislatura y diputada en el Parlamento de Cataluña en la XI legislatura.

## Biografía
Formada en la ESADE en función directiva en las organizaciones públicas y privadas. Funcionaria de la Generalidad de Cataluña desde 1982, fue jefa del gabinete del Consejero de Agricultura de la Generalitat de Cataluña (1998-2000), directora general de Patrimonio Natural y Medio Físico del Departamento de Medio Ambiente (2000-2002), directora del Programa de Política general de Montaña (2002-2003) y directora del Plan de Dinamización Turística del municipio de Santa Susana (2003-2005). También fue consejera delegada del Servicio a las Personas del Consejo Comarcal del Maresme, (julio de 2007-marzo de 2008) y secretaria del Comité Nacional de CDC de Infraestructuras, Medio Ambiente y Vivienda (2003-2008).
En el Congreso de CDC (julio de 2008) asumió la Secretaría Ejecutiva del Ámbito Sectorial.
Senadora por Barcelona desde las elecciones generales de 2008 (legislaturas 2008-2011 y desde 2011 hasta 2015), era la portavoz adjunta del Grupo Parlamentario Catalán de CiU en el Senado, donde también era portavoz de la Comisión de Fomento y de las CCAA. En las elecciones generales de 2011 volvió a ser elegida senadora por CiU.
Además, desde las elecciones municipales de 2011, era la alcaldesa de Calella, cargo que renovó en 2015.
En su bagaje académico, además de sus estudios de periodismo y su formación en la ESADE, cabe destacar también un curso de posgrado en Ciencia Política por la Universidad de Barcelona.